# 青木清左衛門

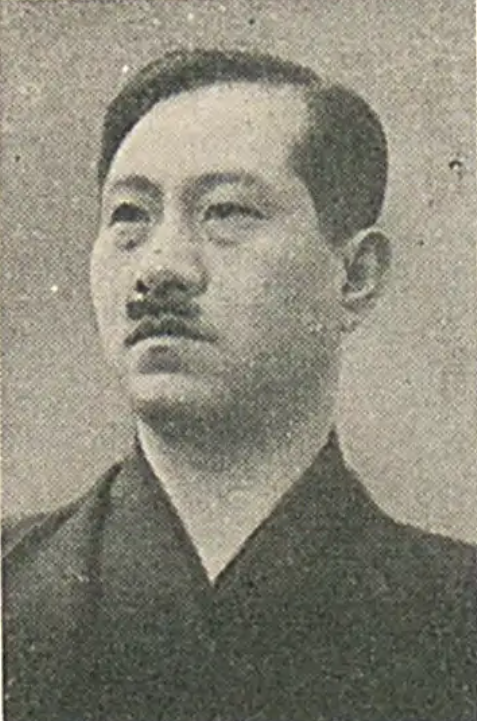
青木清左衛門

青木 清左衛門（靑木 清左ヱ門、あおき せいざえもん、1899年（明治32年）1月29日 - 1981年（昭和56年）1月21日）は、大正から昭和期の青年団指導者、実業家、政治家。衆議院議員（2期）、福井県坂井郡本荘村長。幼名は是茂。

## 経歴
福井県坂井郡芦原村（芦原町を経て現あわら市）で青木栄の長男として生まれ、父の実家、坂井郡本荘村河間（芦原町を経て現:あわら市）の代々庄屋を務めた青木家の養子となる。1919年（大正8年）福井県立福井中学校（現福井県立藤島高等学校）を卒業した。
本荘村青年団長、坂井郡青年団副団長、福井県青年団長を務め、福井青年社を設立。月刊雑誌『福井県青年』『若越春秋』の出版を行う。本荘村助役を務め、1927年（昭和2年）福井県会議員に選出され3期在任し、同参事会員も務めた。1934年（昭和9年）から翌年まで本荘村長に在任。その他、坂井郡町村長会幹事、本荘村産業組合長を歴任した。
1946年（昭和21年）4月、第22回衆議院議員総選挙で福井県全県区から日本進歩党公認で立候補して落選。同選挙の最下位が法定得票に達せず同年5月の再選挙に出馬し次点で落選したが、薩摩雄次の辞職に伴い同年7月1日に繰上当選した。1947年（昭和22年）4月、第23回総選挙で福井県全県区から民主党公認で立候補して再選され、衆議院議員に連続2期在任した。この間、衆議院水産委員長、進歩党総務、民主党政調会農林部長などを務めた。その後、第24回、第25回総選挙、1950年（昭和25年）6月の第2回参議院議員通常選挙で全国区から立候補したが、いずれも落選した。
その他、竹田川水害予防組合議員、日本漁港協会顧問などを務め、(有) 稲穂興業、(有) 稲穂荘を設立して代表取締役に就任し不動産業を経営した。
1979年（昭和54年）4月の春の叙勲で勲三等に叙され、瑞宝章を受章した。
1981年（昭和56年）1月21日、死去した。81歳没。同月23日、特旨を以て位記を追賜され、死没日付をもって正五位に叙された。